# 프리마티초역
프리마티초역(이탈리아어: Primaticcio)은 밀라노 지하철 1호선의 역이다. 지하에 위치한 역이며, 프란체스코 프리마티초에서 이름을 따온 프란체스코 프리마티초 가 (Via Francesco Primaticcio)에 위치해 있다. 밀라노 코무네 내에 위치해 있는 역이기도 하다.

## 역사
정식 영업은 1975년 4월 18일, 1호선의 감바라 - 인간니 구간이 연장되면서 시작했다. 현재는 파가노-비셸리에 지선의 역 중 하나이다.

## 시설
이 역에는 다음과 같은 시설이 있다.
- 에스컬레이터
- 승차권 자동 판매기
- 역 감시카메라
- 신문 가판대
- 바, 담배 가게